# H.M. Lunding
Hans Mathiesen Lunding (25. februar 1899 i Bjerndrup, Stepping – 5. april 1984 i Århus) var en dansk militaryrytter, oberst, modstandsmand og chef for Forsvarets Efterretningstjeneste (FE) 1950-63. Under besættelsen var Lunding aktiv i modstandsbevægelsen i Generalstabens Efterretningssektion indtil 29. august 1943, hvor han blev arresteret for spionage og indsat i tysk koncentrationslejr resten af krigen.

## Karriere
H.M. Lunding var søn af landmand og senere gårdejer Lauritz Andersen Lunding (1869-1942) og Gunder Marie f. Busk (1869-1946), han blev født i Sønderjylland før Genforeningen i 1920 og aftjente sin værnepligt i Tyskland 1916-1918 og kom ufrivilligt med i 1. verdenskrig på tysk side. Flere af hans familie medlemmer deltog ufrivilligt i krigen.
Lunding indtrådte i den danske hær 1922, blev premierløjtnant 1927 ved 3. dragonregiment i Århus og var på rideskolen 1928-1929. Derefter ved 5. dragonregiment i Randers 1929. Han blev kaptajnløjtnant 1933 og var elev ved Hærens Officersskoles generalstabsklasse 1933-1935 og blev adjutant hos generalinspektøren for rytteriet 1935; ved generalstaben 1936-1943. Han blev ritmester i 1937.
Lunding vandt som kaptajnløjtnant bronze i den individuelle military konkurrence ved de Olympiske lege 1936 i Berlin på hesten Jason, der var udlånt af kong Christian 10. Konkurrencen var udelukkende for officerer.
Under OL knyttede han kontakter til både polske og tyske officerer.

## Fange under 2. verdenskrig
I 1937 blev Lunding tilkommanderet den danske generalstabs efterretningssektion og blev her næstkommanderende og udførte under besættelsen under dæknavnt "Bent" spionage for englænderne mod den tyske værnemagt. Han fik i 1938 til opgave at opbygge et netværk af agenter og meddelere i Tyskland. Han udbyggede nettet, så det også omfattede dele af Polen. H.M. Lunding meldte før besættelsen, at der var store tyske troppekoncentrationer syd for grænsen, men regeringen reagerede ikke.
Efter 9. april 1940 tog Lunding initiativ til flere skjulte og bevæbnede grupper i Jylland, og frem til den 29. august 1943 var han ansvarshavende for P-ordningen i Jylland. Lunding blev arresteret af tyskerne 29. august 1943 sigtet for spionage og overført til Tyskland. Han havde under et besøg i Stockholm givet oplysninger til det polske gesandtskab, hvor en tysk spion havde opdaget ham. Han sad i to år i tysk fangenskab først i gestapofængslet i Prinz Albrechtstrasse i Berlin. Han hørte til de prominente fanger. Uformelt havde han under et forhør hos Obersturmbannführer Heinrich Müller fået sin dødsdom, da Müller ikke fandt, at Lunding var særlig meddelsom, idet han trods trusler om tortur nægtede kendskab til alle anklagepunkter. Forhøret sluttede med denne salve: "De vil ikke komme for en domstol. Vi tager ingen chancer, vi har i Gestapo egne magtbeføjelser. De er selv efterretningsofficer, så De kender prisen for det, vi anklager Dem for. Måden og fuldbyrdelsen af Deres dom bestemmer Rigsfører i SS, Heinrich Himmler." Men fuldbyrdelsen blev aldrig til noget. I sidste halvdel af 1944 blev Lunding overført til kz-lejren Flossenbürg i Østbayern, en snes kilometer fra grænsen til protektoratet Bøhmen-Mähren (i dag Tjekkiet). Her blev han anbragt i fængselsafdelingens celle 21. Den lå ved siden af Abwehr-chefen Wilhelm Canaris'. De kommunikerede ved morsebanketegn. Natten til 9. april vågnede Lunding, da Canaris blev hentet til henrettelse og fik gennem dørsprækken et glimt af den nøgne mand.
Den 16. april kom Lunding sammen med 39 prominente medfanger på en transport med lastbil til kz-lejren Dachau ved München, hvor de blev indkvarteret i lejrens bordel, hvis virksomhed var indstillet. Fire dage senere fik de besked om at møde næste dag klokken ni til filmforevisning i et stort baderum, som var indrettet til lejrbiograf. Umiddelbart fandt fangegruppen, at det lød som en spændende afveksling i den grå og triste hverdag, indtil gamle Dachau-fanger fortalte, at biografforestillinger i omtalte baderum betød aflivning ved gas. Et kvarter før den berammede »biografforestilling« kom der kontraordre.
De prominente fanger talte kong Leopold 3. af Belgien, medlemmer af fyrstehuset Wittelsbach, den østrigske kansler Kurt Schuschnigg, som havde sin kone Vera med i fangenskab, samt deres treårige datter Cissy, som var født i lejren. Den tyske general Georg Thomas, flere franske generaler. Fangerne stod så tæt, at prins Philipp af Hessen besvimede undervejs. Lunding måtte sidde på skødet af den danske vicekonsul i Danzig, Jørgen Mogensen.
Den 22. april kom gruppen igen på transport, nu mod Innsbruck. Turen fortsatte mod syd til Italien, hvor års mareridt afsluttedes, da gruppen blev befriet den 4. maj af amerikanske tropper i Tyrol. .
Lunding kom den 15. juli 1945 hjem til Danmark. Han blev efter befrielsen oberstløjtnant i 1945 og forbindelsesofficer i det dansk besatte Sydslesvig, 1946 og var tjenstgørende under Udenrigsministeriet.
Også Lundings storebror Andreas Mathiesen L. (1895-1969) var med i modstandsbevægelsen, han deltog i våbeninstruktion i Rødding i forbindelse med de militær ventegrupper. Storebroren var også tvunget i tysk krigstjeneste under 1. verdenskrig på østfronten; han var her kommet i russisk fangenskab.

## Chef for Forsvarets Efterretningstjeneste
I 1950 blev Lunding udpeget som chef for den nyetablerede Forsvarets Efterretningstjeneste og overtog rollen som chef for det militære efterretningsarbejde efter Einar Mygdal Nordentoft. Denne stilling havde han frem til 1963. I mellemtiden var han blevet oberst af pansertropperne 1952.
Han var ansat i Dansk Jagtforening 1966-70. Han var desuden chef for Københavns Amts Skyttekorps 1936-37, præsident for De danske Brevdueforeninger 1950-63, medlem af bestyrelsen for Sønderjydsk Forening for København 1951-56, medarbejder ved Forsvarsbogen 1942. Han var Kommandør af Dannebrog og Dannebrogsmand.

## Senere år
Lunding udgav i 1970 sine erindringer med titlen Stemplet fortroligt. Han boede i sine sidste år i en lejebolig under Bidstrup Gods i Østjylland og er begravet på Granslev Kirkegård.